# Caso Adalberto
O caso Adalberto refere-se à morte, por asfixia, do empresário Adalberto Amarílio dos Santos Júnior no final de maio de 2025. Ele foi encontrado morto em um buraco no Autódromo de Interlagos, São Paulo, no dia 03 de junho.
Até agora ninguém foi preso [agosto de 2025] e o caso segue sendo investigado pelo Departamento Estadual de Homicídios e de Proteção à Pessoa – DHPP de São Paulo, mas a hipótese mais forte é que ele tenha sido morto por dois seguranças da equipe que trabalhava no local no dia do evento, um dos quais ainda não foi encontrado para prestar depoimento.
"O caso ainda é um grande desafio", reportou a CNN Brasil em final de julho.

## Contexto
Adalberto Amarílio dos Santos Júnior tinha 35 anos e era empresário, dono de uma rede de óticas em Osasco e Barueri. Era entusiasta do kart, chegando a ser tricampeão paulista amador. Na tarde de 30 de maio ele foi ao Autódromo de Interlagos com um amigo, Rafael, com quem bebeu algumas cervejas e consumiu maconha. A vítima teria deixado o local pouco antes das 20 horas e câmaras de segurança registraram seus últimos minutos no local, quando ele caminhava em direção ao estacionamento.
A vítima fez contato com a esposa Fernanda Dândalo por volta das 19h40, dizendo que estava indo para casa. Como Adalberto não apareceu e como não respondia mais às mensagens ou atendia o celular, por volta da 1h30 da madrugada de 31 de maio Fernanda ligou para Rafael, que disse que não havia mais visto Adalberto.

## Investigações
Fernanda registrou um boletim de ocorrência por desaparecimento e a polícia fez buscas pela região, além de ouvir Rafael. O corpo foi encontrado três dias depois, em 3 de junho, por operários que trabalhavam num terreno em obras. Ele estava dentro de um buraco de cerca de 45 cm de largura e 3 metros de profundidade. Adalberto estava sem calças e sem tênis, mas vestia um casaco de couro, capacete (sem câmera acoplada) e seu celular também foi encontrado no local.
A polícia decretou sigilo sobre as investigações e cada vez menos informações foram sendo veiculadas, mas conforme as semanas foram passando, o caso se tornou de difícil resolução. Divulgações oficiais feitas pela delegada responsável, no entanto, apontam que não se tratou de latrocínio, já que a jaqueta de couro e o celular não haviam sido roubados, e que não houve violência sexual, apesar dele estar seminu. Também não foram encontrados vestígios de álcool e drogas no corpo, mas especialistas disseram que devido ao tempo em que ele ficou no buraco, cerca de três dias, o corpo pode ter eliminado as substâncias.
A câmara que deveria estar acoplada ao capacete não foi encontrada e autoridades acreditam que ela possa conter gravações incriminatórias. Além disto, a polícia tenta descobrir de quem são os resquícios de pele sob as unhas da vítima e do sangue encontrado no carro de Adalberto, já que uma amostra pertencente a uma mulher não é correspondente ao da esposa, Fernanda.
A polícia segue [agosto de 2025] uma linha de investigação cuja hipótese principal é de uma abordagem violenta feita por seguranças, possivelmente durante o trajeto entre o local do evento e o estacionamento. Uma lista com cerca de 200 seguranças que trabalharam em Interlagos no dia 30 foi analisada e cinco pessoas foram consideradas suspeitas de estarem envolvidas no crime, incluindo duas cujos nomes haviam sido omitidos inicialmente pela empresa de segurança. Estas duas pessoas eram os chefes da equipe. Uma perícia nos celulares destes cinco seguranças apontou que houve a tentativa de apagar dados.

### Causa da morte
O laudo do Instituto Médico Legal (IML) concluiu que Adalberto morreu por asfixia, causada por esganadura, possivelmente com um golpe do tipo mata‑leão, evidenciada por escoriações no pescoço, ou por compressão torácica, que pode ter sido causada porque alguém comprimiu seu tórax com o joelho enquanto ele estava no chão ou porque ele ficou preso dentro do buraco. A polícia considera que o empresário sofreu uma morte lenta e agonizante, sendo a linha mais aceita a de que ele foi colocado ainda vivo, mas desacordado, dentro do buraco e não conseguiu respirar devido à falta de espaço para a expansão do pulmão.
"Exames indicaram a presença de areia nas vias aéreas, o que pode demonstrar que o empresário foi colocado ainda com vida no local onde foi encontrado", escreveu a CNN Brasil.

## Busca, apreensão e prisões
No dia 18 de agosto a polícia cumpriu cinco mandados de busca e apreensão e um dos seguranças, um lutador de jiu-jitsu com condenações por furto, associação criminosa e ameaça, chegou a ser preso, sendo solto no mesmo dia após pagar fiança. Um dos cinco homens ainda não foi encontrado para prestar depoimento. Todos os quatros que foram encontrados e conduzidos à delegacia permaneceram em silêncio e não responderam às perguntas feitas pelos investigadores.